# Festuca woodii
Festuca woodii är en gräsart som beskrevs av Stancík. Festuca woodii ingår i släktet svinglar, och familjen gräs. Inga underarter finns listade i Catalogue of Life.